# Chahid Oulad El Hadj
Chahid Oulad El Hadj (Bergen op Zoom, 21 juni 1988) is een Marokkaans-Nederlands voormalig professioneel kickbokser.